# Inteligencia lingüística
La inteligencia lingüística corresponde a una de las ocho inteligencias del modelo propuesto por Howard Gardner en la teoría de las inteligencias múltiples. 

## Definición
Se puede definir como la capacidad de usar las palabras de manera efectiva al escribirlas o al hablarlas, pudiendo así citar tres tipos de inteligencia lingüística, la oral o verbal y la escrita. Por ello, describe la capacidad sensitiva en el lenguaje hablado y en el escrito, la habilidad para aprender idiomas, comunicar ideas y lograr metas usando la capacidad lingüística.
Esta inteligencia incluye también la habilidad de usar efectivamente el lenguaje para expresarse retóricamente o tal vez poéticamente. Esta inteligencia es normal en escritores, poetas, abogados, docentes, líderes carismáticos y otras profesiones que utilizan habilidades como la de comunicarse. No obstante, no nos limita únicamente a la capacidad de comunicar, sino también a la de vincular conceptos mediante símbolos o signos.
La inteligencia lingüística se reconoce como una actitud humana de largo estudio y se le atribuye "humana" porque permite diferenciar principalmente a los seres humanos de la especie animal por poder mantener conversaciones comunicativas entre personas y por presentar una mayor capacidad de atención a la hora de percibir información de aquel que la transmite. La psicología evolutiva ha demostrado cómo el ser humano adquiere habilidades para comunicarse en forma efectiva de una manera rápida. Dado esto, la inteligencia lingüística se desarrolla con facilidad en personas con capacidades cognitivas eminentemente normales. Asimismo, los mecanismos de procesamiento de información asociados con esta inteligencia se ven afectados con facilidad cuando el cerebro sufre algún daño.
De esta manera, la persona que presente algún tipo de dificultad en esta aptitud, ya se trate de un adulto o de un niño, puede estimularla mediante métodos sencillos como, por ejemplo, percibiendo y leyendo, conversando con el resto de individuos que se encuentren en su entorno, ejecutando juegos de entretenimiento educativo con el fin de que esta incremente de forma indirecta su terminología o léxico, observando vídeos de manera que establezca autocríticas, etc. Para activar esta inteligencia se emplean materiales como libros de lectura, instrumentos de caligrafía, dados con representaciones, vídeos, grabadoras y crucigramas, entre otros.
Gracias a la inteligencia lingüística se desarrollan ciertas facultades, entre las que se encuentran: describir imágenes o situaciones, narrar historias o acontecimientos, llegar a conclusiones tras realizar reflexiones más complejas, resumir seleccionando las ideas primordiales de textos que presentan contenidos extensos, adquisición rápida de nuevo léxico, capacidad para asimilar eficazmente nuevas lenguas, elaborar comparaciones estableciendo las diferencias, etc.
La comunicación con las demás personas es importante, y esta inteligencia es necesaria si se quiere obtener un buen desempeño en el campo social. Disciplinas como la oratoria, la retórica y la literatura ayudan a desarrollarla, perfeccionarla y enriquecerla.